# Stanka Kovačić in der Mühlen
Stanka Kovačić in der Mühlen (Omiš, 18. veljače 1933. – Zagreb, 29. siječnja 2016.) bila je arhitektica i projektantica.

## Karijera
Nakon pohađanja gimnazije počinje se zanimati za arhitekturu, te upisuje Arhitektonski fakultet Sveučilišta u Zagrebu. Projektirala je više 80 zgrada u Hrvatskoj, oslanjajući se primarno na moderne arhitektonske trendove. Bavila se pretežito projektantskim poslom, odnosno idejnim rješenjima projekata. 
Njezine najpoznatije zagrebačke građevine su neboderi na Srednjacima (izgrađeni 1976.) i stambena zgrada na Martinovki. Najveći dio radnog vijeka provela je u nekadašnjem graditeljskom poduzeću „Vladimir Gortan”, a pet godina je živjela i radila u Njemačkoj sa suprugom, također arhitektom. Osim arhitekturom, bavila se i dizajnom interijera i slikarstvom.
Za svoj rad i projektne ideje bila je odlikovana Ordenom rada.
Njezin sin Tomo in der Mühlen je poznati svjetski DJ i producent.